# Chloroclystis inexplicata
Chloroclystis inexplicata är en fjärilsart som beskrevs av Walker 1866. Chloroclystis inexplicata ingår i släktet Chloroclystis och familjen mätare. Inga underarter finns listade i Catalogue of Life.